# Jeździec znikąd (film 1953)
Jeździec znikąd (ang. Shane) – amerykański western w reżyserii George'a Stevensa z 1953, zrealizowany według powieści Jacka Schaefera pod tym samym tytułem. Film uchodzi za klasyk tego gatunku filmowego.

## Fabuła
Wyoming, XIX w. Tajemniczy Shane, były rewolwerowiec, zatrudnia się u rodziny Starrettów – miejscowych farmerów. Szybko zżywa się z tą rodziną, a zwłaszcza z małym Joeyem. Dowiaduje się, że Starretowie, podobnie jak inni miejscowi rolnicy, są terroryzowani przez bandę Rufusa Rykera, zamożnego hodowcy bydła. Shane postanawia pomóc rolnikom w walce z Rykerem.

## Obsada
- Alan Ladd – Shane
- Jean Arthur – Maria Starrett
- Van Heflin – Joe Starrett
- Brandon De Wilde – Joey Starrett
- Jack Palance – Jack Wilson
- Ben Johnson – Chris Calloway
- Edgar Buchanan – Fred Lewis
- Emile Meyer – Rufus Ryker
- Janice Carroll – Susan Lewis
- Martin Mason – Ed Howells

## Nagrody i nominacje
Film otrzymał 5 nominacji do Oscara:
- najlepszy film - George Stevens
- najlepszy aktor drugoplanowy - Brandon De Wilde i Jack Palance
- najlepszy reżyser - George Stevens
- najlepszy scenariusz - A.B. Guthrie Jr.

Obraz miał także 2 nominacje do nagrody BAFTA:
- najlepszy film z jakiegokolwiek źródła
- najlepszy aktor zagraniczny - Van Heflin